# Форбс, Дамар
Дамар Хоуптон Форбс (род. 11 сентября 1990, Сент-Анн, Мидлсекс) — ямайский прыгун в длину, участник летних Олимпийских игр 2012 года, серебряный призёр чемпионата Центральной Америки и Карибского бассейна по лёгкой атлетике 2011 года.

## Спортивная биография
До 7 лет Форбс жил на Ямайке, а затем вместе с семьёй переехал в Питтсбург, США. Первым крупным успехом в карьере Форбса стало второе место, завоёванное на чемпионате Центральной Америки и Карибского бассейна в 2011 году, где ямайский прыгун уступил лишь Тайрону Смиту. В сентябре 2011 года Форбс впервые выступил на чемпионате мира. На мировом первенстве в Тэгу ямайский прыгун не смог пробиться в финал, прыгнув в квалификации на 7,91 м, что позволило занять ему только 20-е место.
В 2012 году Форбс дебютировал на летних Олимпийских играх в Лондоне. После первой попытки в квалификации соревнований в прыжках в длину Дамар занимал 10-е место с результатом 7,79 м, которое давало право выступить в финале, но неудачно выполненные две следующие попытки отбросили его на 19-е место, что лишило его возможности побороться за олимпийские медали. В 2013 году Форбс стал победителем этапа Бриллиантовой лиги в Париже. На чемпионате мира 2013 года в Москве Дамар уверенно преодолел барьер квалификационного раунда, выполнив прыжок на 7,96 м. В финале свой самый дальний прыжок Форбс совершил в первой попытке, прыгнув на 8,02. По итогам 6-ти прыжков ямайский легкоатлет занял 8-е место. 5 июня 2015 года на соревнованиях в Будапеште Форбс прыгнул на 8,16 м. Этот результат позволил ему выполнить олимпийский квалификационный норматив и принести сборной Ямайки лицензию для участия в летних Олимпийских играх 2016 года в Рио-де-Жанейро. На чемпионате мира 2015 года в Пекине Форбс занял низкое 26-е место с результатом 7,62 м.

## Личная жизнь
- В мае 2013 года окончил университет штата Луизианы по специальности спортивное администрирование. Также Дамар выступал в составе университетской сборной по лёгкой атлетике LSU Tigers.
- Родители — Джоан и Хоуптон Форбс. Есть три брата: старший — Дамион Риккетс — морской пехотинец армии США, младшие — Валентин и Дужон, а также сестра Дондра.